# Arsk
Arsk (in russo Арск?; in tataro Арча, Arça) è una città della Russia che si trova nella Repubblica autonoma del Tatarstan. È il centro amministrativo dell'Arskij rajon.
Ha ottenuto lo status di città nel 2008. Si trova sul fiume Kazanka (affluente del Volga), 65 km a nord-est di Kazan'.